# Morpho caladoensis
Morpho caladoensis är en fjärilsart som beskrevs av Peter William Michael 1931. Morpho caladoensis ingår i släktet Morpho och familjen praktfjärilar. Inga underarter finns listade i Catalogue of Life.